# Islandia en el Festival de la Canción de Eurovisión 2021
Islandia participó en el LXV Festival de la Canción de Eurovisión, celebrado en Róterdam, Países Bajos del 18 al 22 de mayo del 2021, tras la victoria de Duncan Laurence con la canción «Arcade».El Servicio Nacional de Radiodifusión de Islandia decidió mantener a los representantes de Islandia de la cancelada edición de 2020, el grupo Daði og Gagnamagnið para participar en la edición de 2021, siendo presentada en el mes de marzo la canción «10 Years» con la cual competirían.
Siendo a priori, uno de los máximos favoritos de la edición de Eurovisión de 2020, Daði og Gagnamagnið partió como el máximo favorito de las casas de apuestas durante la presentación de las canciones. Una vez publicadas las 39 canciones participantes, Islandia bajó algunos lugares, manteniéndose como uno de los favoritos dentro de los primeros 10 lugares. Durante el festival, tras clasificarse en segundo lugar de la semifinal 2 con 288 puntos, Islandia finalizó en 4ª posición con una sumatoria de 378 puntos: 198 del jurado profesional y 180 del televoto, habiendo sido colocada en ambas en quinto lugar.

## Historia de Islandia en el Festival
Islandia debutó en el Festival de 1986, participando desde entonces en 36 ocasiones. Los mejores resultados de Islandia son un par de ocasiones en 2° lugar: en 1999, con Selma con la canción pop «All Out of Luck» y la segunda ocasión en 2009 con Yohanna y la balada «Is it true?». Aunque es un país regular dentro de la gran final, Islandia solo se ha clasificado en 6 ocasiones dentro de los 10 mejores del concurso. Recientemente Islandia mantuvo una racha de 4 eliminaciones en semifinales, desde 2015 a 2018.
Los representantes para la edición cancelada de 2020 fueron los ganadores del tradicional Söngvakeppnin, Daði og Gagnamagnið con la canción «Think about things». En 2019, el grupo Hatari, terminó en 10° lugar con 232 puntos en la gran final, con el tema «Hatrið mún sigra».

## Representante para Eurovisión

### Elección Interna
Islandia confirmó su participación en el Festival de la Canción de Eurovisión 2021 el 15 de septiembre de 2020. Si bien la RÚV barajó la posibilidad de realizar el tradicional Söngvakeppnin para decidir a su representante para 2021, Islandia decidió confirmar al representante del país para 2020, el grupo Daði og Gagnamagnið de manera interna. El vocalista del grupo Daði Freyr declaró: “La razón por la que competí en el Söngvakeppnin 2020 fue para vivir desde dentro la experiencia festivalera con mi grupo, nuestra intención siempre fue ver hasta donde podíamos llegar y ese será también el objetivo el próximo año, queremos pasarlo bien, y por supuesto creo que la mejor forma de disfrutarlo es ganando, ojalá podamos tener una edición normal”. La canción participante «10 Years» fue estrenada el 13 de marzo de 2021 durante el programa Straumar. La canción es dedicada a la esposa de Daði, Arný Freyr, manteniendo el estilo indie-pop con toques electrónicos retro de la anterior canción de Eurovisión, «Think about things». El videoclip fue presentado el 29 de marzo de 2021 por la plataforma YouTube.

## En Eurovisión
De acuerdo a las reglas del festival, todos los concursantes inician desde las semifinales, a excepción del anfitrión (en este caso, Países Bajos) y el Big Five compuesto por Alemania, España, Francia, Italia y Reino Unido. La producción del festival decidió respetar el sorteo ya realizado para la edición cancelada de 2020 por lo que se determinó que el país, tendría que participar en la segunda semifinal. En este mismo sorteo, se determinó que participaría en la primera mitad de la semifinal (posiciones 1-9). Semanas después, ya conocidos los artistas y sus respectivas canciones participantes, la producción del programa dio a conocer el orden de actuación, determinando que Islandia participara en la octava posición, precedida por Moldavia y seguido de Serbia.
Los comentarios para Islandia corrieron por parte de Gísli Marteinn Baldursson mientras que el portavoz del jurado profesional islandés fue el actor Hannes Óli Ágústsson caracterizando a Olaf Yohansson, personaje de la película Eurovision Song Contest: The Story of Fire Saga.

### Semifinal 2
Daði og Gagnamagnið tomó parte de los primeros ensayos los días 10 y 13 de mayo. El día 16 de mayo fue anunciado que uno de los miembros de la delegación islandesa había dado positivo por COVID-19, sin ser un miembro de la banda. Sin embargo, tres días después, el día 19, antes de los ensayos generales de la segunda semifinal se anunció que uno de los miembros dio positivo por COVID-19 con lo cual no podrían participar en los shows en vivo del festival. Si bien en un principio la UER ofreció a la banda poder actuar sin la persona contagiada, esta decidió declinar en solidaridad con su compañero. Con lo cual se decidió que se emitirían tanto en los ensayos generales como en los shows en vivo, uno de los ensayos con realización del día 13 de mayo.
Los ensayos generales con vestuario de la segunda semifinal se realizaron los días 19 y 20 de mayo. El ensayo general de la tarde del 19 fue tomado en cuenta por los jurados profesionales para emitir sus votos, que representan el 50% de los puntos. Islandia se presentó en la posición 8, detrás de Serbia y por delante de Moldavia. La actuación islandesa mantuvo la estética del videoclip de la banda, vistiendo sus típicos trajes verdes con Daði Freyr acompañado de dos miembros de la banda como coristas, y los 3 miembros restantes como tecladistas. La estética mantiene un aire retro con un fondo del espacio con pixies con la vestimenta del grupo gravitando como astronautas mientras el grupo baila su coreografía, así como las luminarias del recinto bajando a cuadro simulando ser naves espaciales. Durante el puente de la canción, la pantalla lateral baja representando un graderío de pixies que simula el público para el grupo mientras ellos caminan la pasarela.
Al final del show, Islandia fue anunciada como uno de los 10 países finalistas. Los resultados revelados una vez terminado el festival, posicionaron a Islandia en el 2° lugar con 288 puntos a solo 3 puntos de la ganadora Suiza, habiéndose colocado en segundo lugar en la votación del jurado profesional con 140 puntos y en tercer lugar en la votación del televoto con 148 puntos. Este se convirtió en el mejor resultado de Islandia en una semifinal desde 2009.

### Final
Durante la rueda de prensa de los ganadores de la segunda semifinal, se realizó el sorteo en el que se decidió en que mitad participaría cada finalista. Islandia fue sorteada para participar en la primera mitad de la final (posiciones 1-13). El orden de actuación revelado durante la madrugada del viernes 21 de mayo, en el que se decidió que Serbia debía actuar en la posición 12 por delante de Suiza y detrás de España.
Al igual que como ocurrió durante la semifinal y sus ensayos, fue emitido uno de los pases con realización del 13 de mayo debido al aislamiento impuesto a la banda por un positivo por COVID-19. Durante el repaso de actuaciones y las votaciones, se conectó con el grupo a una de las habitaciones del hotel en donde estaban reunidos 4 de los miembros junto a conexiones con los dos miembros a los que se les impuso la cuarentena obligatoria y el jefe de delegación. Durante la votación del jurado profesional, Islandia comenzó rápidamente a escalar posiciones, para finalizar en la 5ª posición con 198 puntos, incluyendo los 12 puntos del jurado austriaco. Finalmente, Islandia fue uno de los últimos países al que se le reveló su votación del público: 180 puntos colocándose también en 5ª posición. Finalizadas las votaciones, Islandia terminó en el 4° lugar con 378 puntos.
El 4° lugar de la banda se convirtió en el mejor resultado islandés desde el 2° lugar de Yohanna en 2009, siendo la cuarta ocasión en la historia en la que la isla se coloca dentro de los 5 mejores del festival. Así mismo, los 378 puntos se convirtieron en la puntuación más alta jamás obtenida, superando los 232 puntos del grupo Hatari el concurso anterior.

### Votación

#### Puntuación otorgada a Islandia

##### Semifinal 2
| Jurado                                | Jurado                                 | Jurado                                             | Jurado                                                    | Jurado                          |
| 12 puntos                             | 10 puntos                              | 8 puntos                                           | 7 puntos                                                  | 6 puntos                        |
| ------------------------------------- | -------------------------------------- | -------------------------------------------------- | --------------------------------------------------------- | ------------------------------- |
| - Letonia - Reino Unido - Serbia      | - Austria - Portugal - República Checa | - Dinamarca - España - Estonia - Finlandia - Suiza | - Georgia - Grecia                                        | - Francia - Moldavia            |
| 5 puntos                              | 4 puntos                               | 3 puntos                                           | 2 puntos                                                  | 1 punto                         |
|                                       | - Macedonia del Norte                  | - Polonia                                          | - San Marino                                              |                                 |
| Televoto                              |                                        |                                                    |                                                           |                                 |
| 12 puntos                             | 10 puntos                              | 8 puntos                                           | 7 puntos                                                  | 6 puntos                        |
| - Dinamarca - Finlandia - Reino Unido | - Austria - Polonia - República Checa  | - España - Estonia - San Marino                    | - Estonia - Georgia - Letonia - Portugal - Serbia - Suiza | - Bulgaria - Francia - Moldavia |
| 5 puntos                              | 4 puntos                               | 3 puntos                                           | 2 puntos                                                  | 1 punto                         |
| - Grecia                              |                                        |                                                    | - Albania                                                 |                                 |

##### Final
| Jurado                                                | Jurado                                                                             | Jurado                                                                            | Jurado                     | Jurado                        |
| 12 puntos                                             | 10 puntos                                                                          | 8 puntos                                                                          | 7 puntos                   | 6 puntos                      |
| ----------------------------------------------------- | ---------------------------------------------------------------------------------- | --------------------------------------------------------------------------------- | -------------------------- | ----------------------------- |
| - Austria                                             | - Croacia - Dinamarca - Eslovenia - Letonia - Países Bajos - Polonia - Reino Unido | - Australia - Estonia - Finlandia - Irlanda - Italia - Portugal - República Checa | - España - Serbia - Suecia | - Georgia                     |
| 5 puntos                                              | 4 puntos                                                                           | 3 puntos                                                                          | 2 puntos                   | 1 punto                       |
| - Moldavia - Suiza                                    | - Lituania - Macedonia del Norte - Ucrania                                         | - Alemania - Bélgica - Francia                                                    | - Noruega                  |                               |
| Televoto                                              |                                                                                    |                                                                                   |                            |                               |
| 12 puntos                                             | 10 puntos                                                                          | 8 puntos                                                                          | 7 puntos                   | 6 puntos                      |
| - Australia - Dinamarca - Finlandia                   | - Austria - Irlanda - Noruega - Reino Unido - Suecia                               | - Países Bajos - Polonia                                                          | - República Checa          | - Alemania - Italia - Ucrania |
| 5 puntos                                              | 4 puntos                                                                           | 3 puntos                                                                          | 2 puntos                   | 1 punto                       |
| - Bélgica - España - Letonia - Malta - Serbia - Suiza | - Croacia - Francia                                                                | - Eslovenia - Estonia - Lituania - Portugal                                       |                            | - Georgia - Israel - Rusia    |

#### Puntuación otorgada por Islandia
| Puntos    | Jurado     | Televoto   |
| --------- | ---------- | ---------- |
| 12 puntos | Suiza      | Dinamarca  |
| 10 puntos | Bulgaria   | Finlandia  |
| 8 puntos  | Portugal   | Portugal   |
| 7 puntos  | Grecia     | Suiza      |
| 6 puntos  | Finlandia  | Moldavia   |
| 5 puntos  | Albania    | Grecia     |
| 4 puntos  | Austria    | Bulgaria   |
| 3 puntos  | San Marino | San Marino |
| 2 puntos  | Serbia     | Austria    |
| 1 punto   | Dinamarca  | Polonia    |

| Puntos    | Jurado    | Televoto  |
| --------- | --------- | --------- |
| 12 puntos | Suiza     | Finlandia |
| 10 puntos | Portugal  | Suecia    |
| 8 puntos  | Bulgaria  | Ucrania   |
| 7 puntos  | Italia    | Francia   |
| 6 puntos  | Francia   | Suiza     |
| 5 puntos  | Finlandia | Italia    |
| 4 puntos  | Grecia    | Lituania  |
| 3 puntos  | Ucrania   | Malta     |
| 2 puntos  | Rusia     | Portugal  |
| 1 punto   | Malta     | Noruega   |

##### Desglose
El jurado islandés estuvo compuesto por:
- Gudrun Gunnars
- Snorri Helgason
- Matti Matt
- Oddný Sturludóttir
- Regina

| Semifinal 2 | Semifinal 2     | Semifinal 2                | Semifinal 2                | Semifinal 2                | Semifinal 2                | Semifinal 2                | Semifinal 2                | Semifinal 2                | Semifinal 2                | Semifinal 2                |
| N.º         | País            | Jurado                     | Jurado                     | Jurado                     | Jurado                     | Jurado                     | Jurado                     | Jurado                     | Televoto                   | Televoto                   |
| N.º         | País            | Jurado A                   | Jurado B                   | Jurado C                   | Jurado D                   | Jurado E                   | Ranking                    | Puntos                     | Ranking                    | Puntos                     |
| ----------- | --------------- | -------------------------- | -------------------------- | -------------------------- | -------------------------- | -------------------------- | -------------------------- | -------------------------- | -------------------------- | -------------------------- |
| 01          | San Marino      | 7                          | 11                         | 7                          | 5                          | 7                          | 8                          | 3                          | 8                          | 3                          |
| 02          | Estonia         | 9                          | 13                         | 10                         | 10                         | 15                         | 13                         |                            | 14                         |                            |
| 03          | República Checa | 13                         | 15                         | 14                         | 12                         | 14                         | 14                         |                            | 11                         |                            |
| 04          | Grecia          | 10                         | 3                          | 4                          | 7                          | 2                          | 4                          | 7                          | 6                          | 5                          |
| 05          | Austria         | 5                          | 9                          | 6                          | 11                         | 4                          | 7                          | 4                          | 9                          | 2                          |
| 06          | Polonia         | 14                         | 12                         | 15                         | 14                         | 13                         | 15                         |                            | 10                         | 1                          |
| 07          | Moldavia        | 12                         | 14                         | 8                          | 13                         | 9                          | 11                         |                            | 5                          | 6                          |
| 08          | Islandia        | -------------------------- | -------------------------- | -------------------------- | -------------------------- | -------------------------- | -------------------------- | -------------------------- | -------------------------- | -------------------------- |
| 09          | Serbia          | 8                          | 5                          | 11                         | 6                          | 10                         | 9                          | 2                          | 13                         |                            |
| 10          | Georgia         | 15                         | 16                         | 16                         | 16                         | 16                         | 16                         |                            | 16                         |                            |
| 11          | Albania         | 6                          | 10                         | 1                          | 8                          | 8                          | 6                          | 5                          | 15                         |                            |
| 12          | Portugal        | 3                          | 8                          | 2                          | 2                          | 6                          | 3                          | 8                          | 3                          | 8                          |
| 13          | Bulgaria        | 2                          | 2                          | 3                          | 1                          | 3                          | 2                          | 10                         | 7                          | 4                          |
| 14          | Finlandia       | 4                          | 7                          | 9                          | 3                          | 5                          | 5                          | 6                          | 2                          | 10                         |
| 15          | Letonia         | 16                         | 6                          | 12                         | 15                         | 12                         | 12                         |                            | 12                         |                            |
| 16          | Suiza           | 1                          | 1                          | 5                          | 4                          | 1                          | 1                          | 12                         | 4                          | 7                          |
| 17          | Dinamarca       | 11                         | 4                          | 13                         | 9                          | 11                         | 10                         | 1                          | 1                          | 12                         |

| Final | Final        | Final                      | Final                      | Final                      | Final                      | Final                      | Final                      | Final                      | Final                      | Final                      |
| N.º   | País         | Jurado                     | Jurado                     | Jurado                     | Jurado                     | Jurado                     | Jurado                     | Jurado                     | Televoto                   | Televoto                   |
| N.º   | País         | Jurado A                   | Jurado B                   | Jurado C                   | Jurado D                   | Jurado E                   | Ranking                    | Puntos                     | Ranking                    | Puntos                     |
| ----- | ------------ | -------------------------- | -------------------------- | -------------------------- | -------------------------- | -------------------------- | -------------------------- | -------------------------- | -------------------------- | -------------------------- |
| 01    | Chipre       | 20                         | 11                         | 20                         | 21                         | 14                         | 19                         |                            | 13                         |                            |
| 02    | Albania      | 11                         | 13                         | 5                          | 20                         | 17                         | 11                         |                            | 24                         |                            |
| 03    | Israel       | 12                         | 25                         | 16                         | 15                         | 18                         | 20                         |                            | 18                         |                            |
| 04    | Bélgica      | 10                         | 19                         | 15                         | 9                          | 15                         | 14                         |                            | 19                         |                            |
| 05    | Rusia        | 9                          | 18                         | 4                          | 7                          | 12                         | 9                          | 2                          | 11                         |                            |
| 06    | Malta        | 5                          | 16                         | 6                          | 22                         | 9                          | 10                         | 1                          | 8                          | 3                          |
| 07    | Portugal     | 3                          | 9                          | 3                          | 1                          | 4                          | 2                          | 10                         | 9                          | 2                          |
| 08    | Serbia       | 21                         | 8                          | 21                         | 12                         | 21                         | 16                         |                            | 21                         |                            |
| 09    | Reino Unido  | 25                         | 23                         | 25                         | 25                         | 24                         | 25                         |                            | 20                         |                            |
| 10    | Grecia       | 18                         | 4                          | 10                         | 6                          | 3                          | 7                          | 4                          | 12                         |                            |
| 11    | Suiza        | 1                          | 1                          | 9                          | 3                          | 1                          | 1                          | 12                         | 5                          | 6                          |
| 12    | Islandia     | -------------------------- | -------------------------- | -------------------------- | -------------------------- | -------------------------- | -------------------------- | -------------------------- | -------------------------- | -------------------------- |
| 13    | España       | 8                          | 17                         | 17                         | 14                         | 22                         | 15                         |                            | 25                         |                            |
| 14    | Moldavia     | 23                         | 20                         | 18                         | 16                         | 20                         | 22                         |                            | 23                         |                            |
| 15    | Alemania     | 24                         | 22                         | 24                         | 24                         | 25                         | 24                         |                            | 17                         |                            |
| 16    | Finlandia    | 6                          | 10                         | 7                          | 4                          | 5                          | 6                          | 5                          | 1                          | 12                         |
| 17    | Bulgaria     | 2                          | 3                          | 8                          | 2                          | 6                          | 3                          | 8                          | 16                         |                            |
| 18    | Lituania     | 13                         | 12                         | 12                         | 8                          | 19                         | 13                         |                            | 7                          | 4                          |
| 19    | Ucrania      | 4                          | 6                          | 14                         | 13                         | 10                         | 8                          | 3                          | 3                          | 8                          |
| 20    | Francia      | 7                          | 2                          | 1                          | 10                         | 8                          | 5                          | 6                          | 4                          | 7                          |
| 21    | Azerbaiyán   | 22                         | 21                         | 23                         | 23                         | 16                         | 23                         |                            | 15                         |                            |
| 22    | Noruega      | 16                         | 24                         | 19                         | 17                         | 11                         | 21                         |                            | 10                         | 1                          |
| 23    | Países Bajos | 19                         | 7                          | 22                         | 19                         | 23                         | 17                         |                            | 22                         |                            |
| 24    | Italia       | 17                         | 5                          | 2                          | 5                          | 2                          | 4                          | 7                          | 6                          | 5                          |
| 25    | Suecia       | 14                         | 14                         | 11                         | 11                         | 7                          | 12                         |                            | 2                          | 10                         |
| 26    | San Marino   | 15                         | 15                         | 13                         | 18                         | 13                         | 18                         |                            | 14                         |                            |